# Joseph Delteil
Joseph Delteil, född 20 april 1894, död 16 april 1978, var en fransk författare.
Delteil fick sitt genombrott med romanen Les cinq sens (1924) skriven i en affektfylld erotisk stil, och som följdes av Jeanne d'Arc (1925). Delteil hyllade där under inflytande av Henri Bergson det skapande, enkla och okonstlade livet, förkroppsligat i Jeannes gestalt. I Les poilus (1926) hyllade han de franska militärerna i första världskriget, och i Il était une fois Napoléon (1929) framställdes Napoleon I som den intuitivt inspirerade fältherren i motsats till första världskrigets kontorschefer.